# Système de traitement automatisé de données
L'expression système de traitement automatisé de données (ou STAD) est une expression utilisée en droit français.
Cette notion a été introduite en droit français par la loi Informatique et libertés de 1978, puis reprise par la loi Godfrain du 5 janvier 1988.

## Définition
Aucune définition de cette expression n'est apportée par les textes de loi. Une définition en avait été proposée par le Sénat lors des débats parlementaires ; elle n'a pas été retenue dans le souci de ne pas lier l'incrimination à un état trop passager de la technique, mais fournit des éléments d'interprétation de la loi : « tout ensemble composé d'une ou plusieurs unités de traitement, de mémoire, de logiciel, de données, d'organes d'entrées-sorties et de liaisons, qui concourent à un résultat déterminé, cet ensemble étant protégé par des dispositifs de sécurité ».
Les tribunaux ont aujourd'hui de cette notion une conception large : le réseau France Telecom est un système, le réseau Carte bancaire aussi, un disque dur, un radiotéléphone, un ordinateur isolé, un réseau local. On peut se demander jusqu'où la notion de « STAD » peut être retenue : un ordinateur portable, un PDA, téléphone portable, une montre, un objet connecté, etc.

## Actions considérées comme un délit
Il est possible de réaliser plusieurs actions sur un STAD considérées comme des délits et réprimées par la loi française :
- Accès frauduleux, sanctionné par l'article 323-1 du Code pénal :

« Le fait d'accéder ou de se maintenir, frauduleusement, dans tout ou partie d'un système de traitement automatisé de données est puni de trois ans d'emprisonnement et de 100 000 € d'amende.
Lorsqu'il en est résulté soit la suppression ou la modification de données contenues dans le système, soit une altération du fonctionnement de ce système, la peine est de cinq ans d'emprisonnement et de 150 000 € d'amende. »
« Lorsque les infractions prévues aux deux premiers alinéas ont été commises à l'encontre d'un système de traitement automatisé de données à caractère personnel mis en œuvre par l'Etat, la peine est portée à sept ans d'emprisonnement et à 300 000 € d'amende. »
- Atteinte au système :

« Le fait d'entraver ou de fausser le fonctionnement d'un système de traitement automatisé de données est puni de cinq ans d'emprisonnement et de 150 000 € d'amende. » 
- Atteintes frauduleuses aux données :

« Le fait d'introduire frauduleusement des données dans un système de traitement automatisé ou de supprimer ou de modifier frauduleusement les données qu'il contient est puni de cinq ans d'emprisonnement et de 300 000 euros d'amende. »
- Tentative de l'un des délits ci-dessus (art. 323-7).

Ces faits sont prévus et réprimés par les articles 323-1 et suivants du Code pénal.

## Jurisprudence
- 12e ch. TGI de Paris, 1er juin 2007 ; voir le commentaire de T. Devergranne « Accès frauduleux et recel de fichiers informatiques : gare aux anciens employés indiscrets »

## Articles, ouvrages, thèses
- (étude) René Gassin, Fraude informatique, Encyclopédie Dalloz de Droit pénal, oct. 1995, 1-41
- (thèse) Thiébaut Devergranne, La propriété informatique, Paris II, sept. 2007 (contient notamment une étude exhaustive des infractions pénales des art. 323-1 et suivants)
- (article) V. Roulet, Fraude informatique : les nouvelles infractions, Petites affiches, 13 juill. 1998, n° 84